# Wojciech Sławiński
Wojciech Sławiński (ur. ok. 1860 w Łodzi, zm. 1888 w Irkucku) – działacz socjalistyczny i robotniczy, stolarz, poeta rewolucyjny.

## Życiorys
Jest postacią często wymienianą w literaturze omawiającej działalność I Proletariatu, ponieważ jako jedyny tworzył pieśni rewolucyjne. Pochodził z Łodzi gdzie pracował jako czeladnik stolarski. Zaangażował się w działalność I Proletariatu ok. 1883 roku, na organizowanych spotkaniach z robotnikami i chłopami śpiewał pisane przez siebie pieśni. Charakteryzowała je niezgrabna forma, były bardzo długie (nawet do 20 zwrotek), Sławiński pisał je wykorzystując linię melodyczną ówczesnych pieśni kościelnych. Do czasów współczesnych zachowały się tylko fragmenty nielicznych utworów. Aresztowany w 1885 został osadzony w Cytadeli Warszawskiej, wyrokiem sądu skazano go na 5 lat zesłania. Zmarł w drodze do miejsca obywania kary.